# Holmfirth
Holmfirth est une ville du district métropolitain de Kirklees, située dans le Yorkshire de l'Ouest, en Angleterre.